# Karabin SWT
SWT (ros. Самозарядная винтовка Токарева pol. Samopowtarzalny karabin Tokariewa) – radziecki karabin samopowtarzalny skonstruowany na przełomie lat 30 i 40 XX w. przez Fiodora Tokariewa. Używany głównie w czasie wojny radziecko-fińskiej 1939–1940 i tzw. wielkiej wojny ojczyźnianej 1941–1945.

## Historia
W 1938 roku w ZSRR przeprowadzono konkurs na karabin samopowtarzalny, następcę karabinów powtarzalnych Mosin wz. 1891/30 i niezbyt udanego karabinu automatycznego AWS. Zwycięzcą konkursu został Fiodor Tokariew.

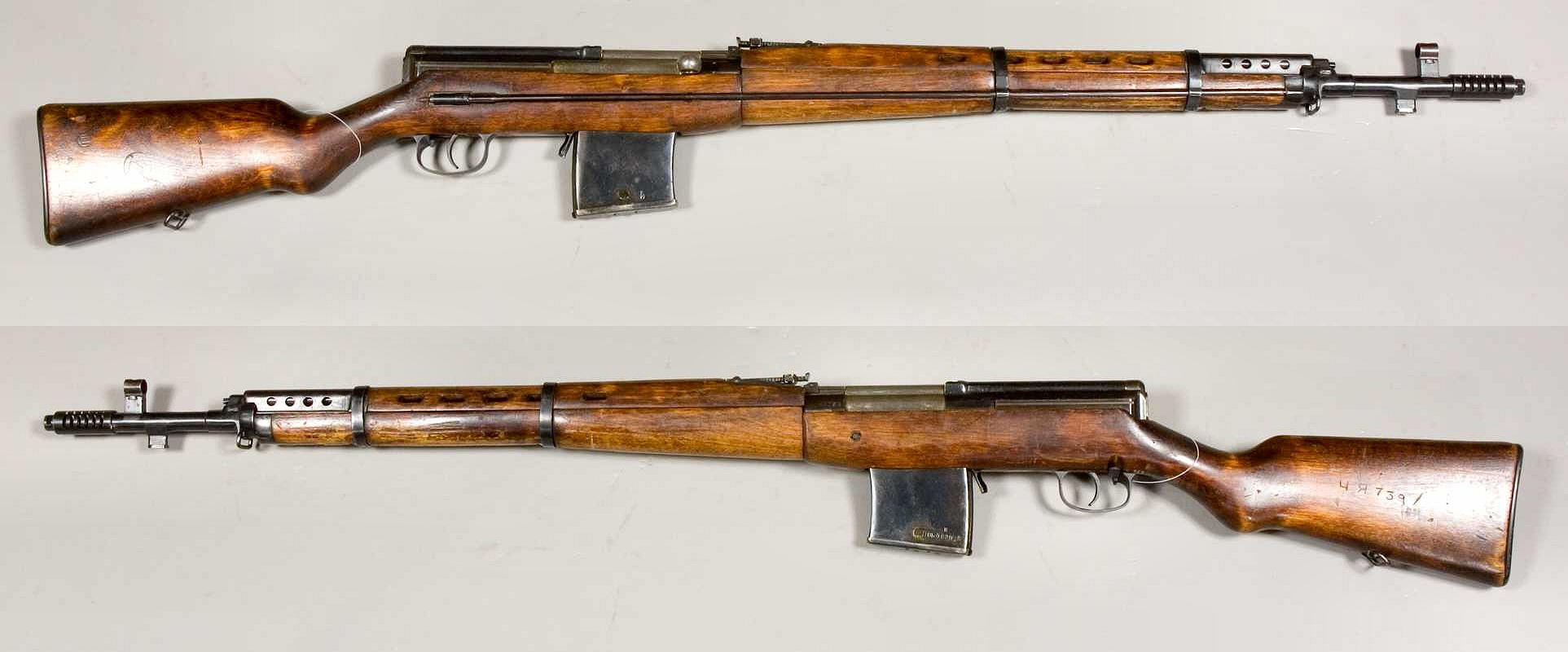
SWT-38

Jego karabin został przyjęty do uzbrojenia w 1938 roku. W następnym roku wyprodukowano krótką serię karabinów oznaczonych jako SWT-38. Były one testowane w warunkach bojowych w czasie wojny zimowej. Efektem testów było wprowadzenie do produkcji w 1940 roku zmodernizowanej wersji karabinu Tokariewa oznaczonej jako SWT-40. Jednocześnie rozpoczęto wytwarzanie wersji wyborowej wyposażonej w celownik optyczny PU.
Do ataku Niemiec na ZSRR planowano przezbrojenie drużyn strzeleckich Armii Czerwonej w karabiny samopowtarzalne i do końca 1941 roku wyprodukowano ich ponad milion. Od 1942 roku jednak ograniczono ich produkcję i powrócono do wyposażania żołnierzy w karabiny powtarzalne Mosina, przy tym znaczna liczba SWT została utracona w pierwszych miesiącach wojny. Produkcja nowego karabinu okazała się znacznie trudniejsza niż starego Mosina. Okazało się ponadto, że żołnierze Armii Czerwonej wykazują zbyt małą dbałość o broń, wskutek czego karabiny SWT w ich rękach często się zacinały. W efekcie karabiny SWT stanowiły stosunkowo niewielką część broni długiej używanej przez wojska radzieckie i nigdy nie zastąpiły starszych wzorów.
Po ataku niemieckim na ZSRR w 1941 roku spora liczba SWT dostała się w ręce żołnierzy niemieckich. Otrzymały one oznaczenia Selbstladegewehr 258(r) (SWT-38), Selbstladegewehr 259(r) (SWT-40) i Selbstlade-Zielfernrohrgewehr 260(r) (SWT-40 z celownikiem PU). 
Około 3000 SWT-38 zostało zdobytych przez Finów podczas wojny zimowej, a dalsze ok. 17 000 SWT podczas tzw. wojny kontynuacyjnej 1941–1944, i było następnie używanych przez wojsko fińskie, gdzie cieszyły się popularnością wśród żołnierzy.

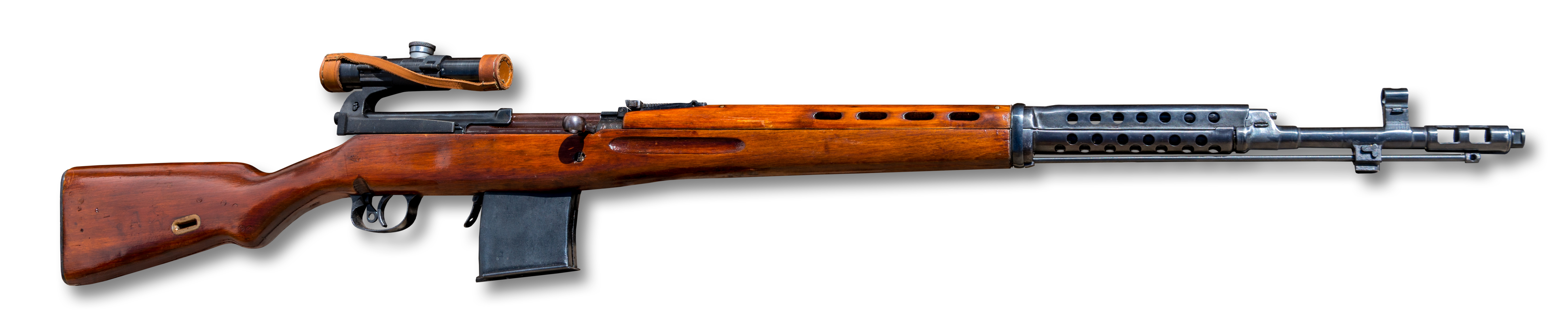
SWT-40 w wersji wyborowej

Oprócz Finów, również i Niemcy bardzo cenili zdobyczne krabiny SWT. Bardzo dobrą opinię o karabinie snajperskim SWT-40 miała też Ludmiła Pawliczenko, snajperka i Bohater Związku Radzieckiego.
W 1942 roku zaprzestano wytwarzania wersji wyborowej, natomiast w 1945 roku po rozpoczęciu produkcji karabinka samopowtarzalnego SKS, ostatecznie zamknięto produkcję SWT. Dokładna wielkość produkcji pozostaje nieznana, ocenia się, że powstało 1,6–2 milionów sztuk SWT.

## Opis techniczny
Karabin SWT-40 był bronią samopowtarzalną. Automatyka broni działała na zasadzie odprowadzania gazów prochowych, tłok gazowy o długim skoku, zamek ryglowany przez przekoszenie. Broń strzelała z zamka zamkniętego. Mechanizm spustowy z możliwością strzelania ogniem pojedynczym. Zasilanie z pudełkowych magazynków o pojemności 10 naboi. Można było także ładować magazynek bez odłączania go od broni za pomocą pięcionabojowych łódek od karabinu Mosin. Przyrządy celownicze składają się z muszki i celownika krzywkowego (ze szczerbinką).